# Mollinedia uleana
Mollinedia uleana är en tvåhjärtbladig växtart som beskrevs av Janet Russell Perkins. Mollinedia uleana ingår i släktet Mollinedia och familjen Monimiaceae. Inga underarter finns listade i Catalogue of Life.